# Íslenzk Fornrit
Hið íslenzka fornritafélag ist ein Verlag, der von altisländischen Texten (wie den Isländersagas) standardisierte Editionen mit ausführlichen Einführungen sowie weitreichenden Erläuterungen erstellt. Sie werden vor allem innerhalb der altnordischen Forschung genutzt.
Diese Verlagsgesellschaft wurde 1928 von Jón Ásbjörnsson gegründet und publizierte ab 1933 die Reihe Íslenzk Fornrit mit Schwerpunkt auf mittelalterlicher isländischer Literatur. Die Veröffentlichungen werden durch Hið Íslenzka Bókmenntafélag vertrieben.